# Cesare
Pour les articles homonymes, voir Césarée (homonymie).

Diagramme de Venn d'un syllogisme en Cesare.

Cesare est un terme de la logique aristotélicienne désignant un des quatre (ou six, si l'on inclut les modes affaiblis) syllogismes de la deuxième figure des dix-neuf (ou vingt-quatre) modes. Il comprend une majeure de type E, une mineure de type A et une conclusion de type E, c'est-à-dire une majeure universelle négative, une mineure universelle affirmative et une conclusion universelle négative.
Un syllogisme en Cesare consiste en une proposition de ce type : Aucun P n'est M, or tout S est M, donc aucun S n'est P
Les trois autres syllogisme de la deuxième figure sont Baroco, Camestres et Festino.

## Exemples de syllogismes en Cesare
1. Aucune image de pipe n'est une vraie pipe ;
2. Or toute pipe réelle est une vraie pipe ;
3. Donc aucune pipe réelle n'est l'image d'une pipe.

1. Aucun alcoolique anonyme ne boit d'alcool ;
2. Tout amateur de whisky des Highlands boit de l'alcool ;
3. Donc aucun amateur de whisky des Highlands n'appartient aux Alcooliques Anonymes.

1. « Nul menteur n'est croyable ;
2. Tout homme de bien est croyable ;
3. Donc nul homme de bien n'est menteur. »[1]